# Изгрев (област Варна)
Вижте пояснителната страница за други значения на Изгрев.
Изгрев е село в Североизточна България. То се намира в община Суворово, Област Варна. Старото му име е Гюн-Догду (Слънцето изгря).

## География
От извор – чешма в землището на село Изгрев извира добруджанската Суха река, която е била най-големия източник на сладка вода в Добруджа. Допреди 100 години реката е била пълноводна, но след изсичане на голяма част от околните гори, реката започва да пресъхва в средното си течение. Дължината на реката е с внушителните 240 км, като в днешните граници на България е ок. 125 км. Ширината на долината е 150 – 200 метра.
Изгрев е най-високо разположеното село в Добруджа. В триъгълника между селата Изгрев, Просечен и Баново се намира връх Трънето (377.8 м. н.в.) – най-високата точка на Франгенското плато. Върхът над извора на Сухата река е висок 375.4 м. На изток от селото се намира връх Совата – 364,8 м. За сравнение: най-високо разположените къщи в Изгрев са на надморска височина ок. 360 м.
Село Изгрев се намира на пътя Варна – Суворово. Разстоянието до град Варна е около 20 км, до град Суворово – 9 км. Най-близките съседни села, които са на същия път, са Калиманци (на югоизток) и Левски (на северозапад). От село Изгрев в североизточна посока се вижда близкото село Зорница, но път между двете села няма.

## История
В местността Юрта край село Изгрев са намерени недвусмислени археологически находки, доказващи че там е имало населено място по римско време. Там е открита каменна статуя на богинята Хеката. Край Михалева чешма е намерена статуя на бог Юпитер Долихен. Следи от стар римски път са видими и днес в обработваемите земи на изток от селото. Днес археологически разкопки не се провеждат, а селото е изложено на постоянни иманярски набези.
Турското име на селото – Гюн-Догду – води началото си от кърджалийско време, когато разбойници ограбвали и разорявали селата на обезлюдена Добруджа. След поредния си набег хайка турски разбойници замръква там, където е днешното село Изгрев. По онова време околността е покрита с гъсти широколистни гори. Определеният от разбойниците за нощна стража също заспива и се събужда, когато слънцето вече било изгряло. Уплашен, извикал: „Kalk, gün dogdu!“, което означава „Ставай, слънцето изгря!“. Оттогава разбойниците винаги си уговаряли среща на мястото, където слънцето било изгряло.
През 1891 г. селото е център на избирателна община на Варненския общински съвет, а кмет на Гюн догду е Никола Иванов.
Запазени са сведения от 1913 г. относно действията на румънската войска, завзела селото по време на Междусъюзническата война.
За историята на селото от Възраждането до първите години на комунизма в България виж труда на свещеник Христо Иванов Попов: Село Изгрев. Историческа справка по случай стогодишнината от построяването на селския храм, Суворово 1958.

## Население
Жителите на село Изгрев са източно-православни българи от етнографската група Ваяци – наследници на изселници от известните старопланински села Еркеч (днес: Козичино) и Голица, както и изселници от село Пчелник (Област Варна). Населението е с чисто български балканджийски произход без никакви примеси от гръцки, турски или гагаузки елемент, както е у някои близки села.
След Руско-турската война (1828 – 1829) част от населението на тези села потегля на север заедно с изтеглящата се руска армия и стига до Бесарабия. Недоволни от земята, която им предлага Руската империя, част от семействата решават да се върнат по родните си места. Легендата разказва, че пътят бил толкова дълъг, че дори краката на воловете се разранили и се наложило да им обуят цървули. Изселниците вземат решение да останат в местността, наречена Гюн-Догду. Решението е взето, поради благоприятните условия за заселване в местността, която е известна с наличието на много вода и плодородни почви. Знае се със сигурност, че някои семейства, още на път към Бесарабия, решават да останат в село Хадърча, което се намира на 7 км северно от село Изгрев.
Еркечани и Голичани населяват Горната махала, както и близкото по-голямо село Хадърча (днес: Николаевка) а Куванлъчани (изселниците от село Пчелник) – Долната махала. Поради различния си произход, до времето на Балканската война (1912 г.), долненци и горненци се делят не само на махали, но и не встъпват в брак помежду си, дори на празник се хващали на отделно хоро.

### Демография
По данни на Националния регистър на населените места село Изгрев брои към 31 декември 2011 г. 142 жители. През 1946 година селото е наброявало 957 жители.
Численост на населението според преброяванията през годините:
| \| Година на преброяване \| Численост \| \| --------------------- \| --------- \| \| 1934 \| 919 \| \| 1946 \| 957 \| \| 1956 \| 821 \| \| 1965 \| 517 \| \| 1975 \| 332 \| \| 1985 \| 218 \| \| 1992 \| 195 \| \| 2001 \| 172 \| \| 2011 \| 145 \| \| 2021 \| 188 \| |           |
| Година на преброяване | Численост |
| 1934 | 919       |
| 1946 | 957       |
| 1956 | 821       |
| 1965 | 517       |
| 1975 | 332       |
| 1985 | 218       |
| 1992 | 195       |
| 2001 | 172       |
| 2011 | 145       |
| 2021 | 188       |

#### Преброяване на населението през 2011 г.
Численост и дял на етническите групи според преброяването на населението през 2011 г.:
|                     | Численост | Дял (в %) |
| Общо                | 145       | 100.00    |
| Българи             | 141       | 97.24     |
| Турци               | –         | –         |
| Цигани              | –         | –         |
| Други               | –         | –         |
| Не се самоопределят | –         | –         |
| Неотговорили        | 4         | 2.75      |

## Църква
Църквата „Света Петка Параскева“ е построена през 1858. Тя е третата, изградена през Възраждането, църква във Варненска околия, но по големина надминава другите. Заема застроена площ от 325 m² с външни размери: дължина (с олтара) – 28 м., ширина – 12 м., височина на колоните – 7 м и вътрешна височина в средата на свода – 8.50 м. Дебелината на стените при основата е 1. 20 м., а нагоре постепенно изтънява. Отначало строежът бил започнат по-голям, но, когато основите били привършени, турската власт се намесила и забранила такъв голям строеж. Построена е с доброволния труд на изгревчани и с даренията на родолюбивия българин Чорбаджи Атанас Георгиев – дядо на Петър Дънов. По спомени на мнозина стари хора църквата е била построена само през лятото на 1958 г. и през месец октомври на същата година била вече готова. В красивата каменна църква има иконостас с чудесна дърворезба. Ханджи Дойчо Еньов бил главния инициатор за строежа на храма. Същият е водил и сметките като ги е записвал грижливо в тефтер, от който се вижда специфичното наречие на тогавашното население на Изгрев.
Преди Втората световна война в селото функционира църковна трапезария, която се свързва с дейността на Варненския и Преславски митрополит Симеон (1840 – 1937)
 и неговия наследник Йосиф (1898 – 1988)
В книгата на проф. Александър Георгиев „За родословието на Учителя Петър Дънов“ е записано следното:
"На 3 април 1860 г., Великден, Иларион Макариополски провъзгласява в Цариград независимостта на Българската източноправославна църква. Като първа изява на солидарност към делото на Иларион Макариополски патриотичните българи от Варненско само един месец след това събитие (на 11 май 1860 г.) учредяват първата българска училищна община във Варна. На 21 май 1860 г. в с. Хадърджа при извора Хърлята, под една вековна круша се състои събрание, на което присъствали първенци от цялата околия. То се председателствало от дядо Атанас Чорбаджи, а писар (секретар) бил свещеник Константин Дъновски, който съставил протокола. Последният имал приблизително следното съдържание:
„Днес, 21 май 1860 г., ние, долуподписаните първенци и старейшини от селата Девня, Козлуджа (Суворово), Хасърджик (Щипско), Караач, Юшенлий (Ботево), Кумулджа (Крумово), Суджаскьой (Водица), Гевреклер (Калиманци), Гюн-Догду, Чътма (Левски) и Куюджук, събрани да размислим по църковния въпрос и по примера на нашите цариградски българи, от днес нататък се отказваме от гръцката патриаршия и нейните изповедни владици и занапред нашите свещеници ще споменават в божествената служба името на българския свещеноначалник Макариополского Господина Илариона в Цариград и всичките черковни работи, като венчаване, вула и други, ще се издават в негово име. За всичко гореказано се подписваме.“ Следват подписите на представители на дванадесетте села, включително подписът и на Атанас Чорбаджи, като представител на с. Хадърджа."
... първенците на с. Гюн-Догду, Варненско, на 13 октомври 1865 г. са отправили до ръководството на варненската българска църква „Св. Архангел Михаил“ следната молба: „Подписаните селяни от селото Гюн-Догду молиме българската черква във Варна, която знае, че сме се отделили от гръцката патриаршия и сме в мераза, молиме българското общество да представлява селото при Хюкюмата за всичките ни работи и признаваме българската черква във Варна за наша майка, та да ни варди в духовните ни черковни работи.“

## Редовни събития
Сбор на Света Петка Българска (храмов и селски празник).
Първата седмица на месец август в местността „Гермето“ (Голица) се провежда традиционния вайковски фолклорен събор.

## Летище
Старото селскостопанско летище на 2 км южно от селото, днес е учебна и спортна летателна площадка „Изгрев“ за парашутизъм и безмоторно летене.
От 250 летателни площадки, които са се ползвали за леката и селскостопанска авиация в България, те вече са едва 12. Едно от тях е летище „Изгрев“, сертифицирано от Главна дирекция Гражданска въздухоплавателна администрация като летателна площадка.
Летище „Изгрев“ е едно от петте частни летища в България и има 120 парко-места за частни самолети.

## Чешми
Селото се слави не само с наличието на много вода, но и с големия брой изградени чешми. Водите на повечето от тях са отведени към околните села.
На „Димитровата чешма“ в гората край селото се поддържа нова ловна хижа. Самата чешма е изградена от Димитър Захаритов през втората половина на 19 век. „Захритювата чешма“ е изградена от неговия баща.
От „Чаталатата чешма“ води началото си добруджанската Суха река. Водите от чешмата „Гюря“ също се вливат в Суха река.
Други по-известни чешми са Вълчановата, Драгневата, Куцаровата, Боевата, Илиевата, Хаджиевата, Михалевата и Постолевата.
На лековитите „Трескава чешма“ и „Далака“ водят болните от треска и вътрешни болести животни.

## Язовир Изгрев
Язовир Изгрев, който се намира в близост до летище „Изгрев“ и до изворите на Суха река, е изграден преди около 50 години. Водата е изворна и съответно чиста и студена. Въпреки малкия си размер, язовирът край село Изгрев е пълен с риба, предимно шарани и таранки.

## Мостове
Най-известен е Долненският мост над Сухата река. Както подсказва и името му, той е разположен в най-ниската част на селото. През него минава пътя Варна-Суворово.
В горната част на село Изгрев е запазен стар мост.

## Сгради
Читалище „Светлина“ е в самостоятелна масивна сграда в добро състояние.
Училището вече не функционира по предназначение. Малкото останали деца учат в Николаевка, Суворово или във Варна.
От двете страни на пътя, в центъра на селото, се намират църквата и кметството. В сградата на кметството се помещава и Пощата.
Някои селскостопански постройки на бившето ТКЗС все още се използват, но от някогашните свинарници не е останала дори тухла, която да напомня за съществуването им допреди две десетилетия.
Поради демографската криза много къщи и дворове пустеят и са занемарени. Строят се и нови къщи, предимно от чужденци или другоселци.

## Инфраструктура
Улиците в село Изгрев са почти изцяло асфалтирани, а пътя Варна-Суворово, на който е разположено селото, го прави и лесно достижимо. Селото е водоснабдено и електрифицирано, което вдига стойността на имотите.

## Климат
През зимата духат студени североизточни ветрове. Понякога има снегонавявания, които затрупват къщите и откъсват селото от останалия свят.
Температурите през лятото са високи, но поради постоянния повей на вятъра – поносими. През последните години се забелязва тенденция към лятно засушаване – дъжд пада 2 – 3 пъти за цялото лято, при това валежите не са достатъчно обилни. Една от причините за това е натоварения въздушен трафик от и към летище Варна, който вече минава над селото.
Метеорологична мачта
Метеорологичната мачта е монтирана на 10 септември 2008 г. край село Изгрев. Височината на съоръжението е 70 метра, цилиндричен тип. Мачтата е монтирана на 357 метра надморска височина. На мачтата са инсталирани калибрирани и международно сертифицирани измервателни прибори за измерване на скоростта и посоката на вятъра, за температура и налягане. Отчитането на данните е с интервал 10 минути.

## Фауна
Ориентацията на Суха река в посока юг-север я прави удобен коридор не само за миграция, но и за разселване в северна посока на видовете с южно разпространение. Щъркели се връщат всяка пролет в старите си гнезда. По Преображение жиците почерняват от лястовици, гнездящи под стрехите на къщите. Небето потъмнява от огромни ята скорци, които нападат лете житото. Врабчета на рояци излитат от царевицата, а пъдпъдъци се крият в неожънатите ниви. В пясъчниците край селото гнездят пчелояди. Понякога на пътя се мярват качулките на папуняка и чучулигата. Авлиги прелитат от дърво на дърво. Свраки крадат новоизлюпените пиленца. Големи сови долитат нощем от гората.
От бозайниците се срещат пор, невестулка, таралеж, къртица, сляпо куче, мишка, полевка, лисица и по-рядко вълк. Последните се свързват с единични набези. Случва се вълк да разпръсне стадо и да разкъса няколко животни. Последния подобен случай беше през 2003 година, когато вълк удуши 4 овце и едно яре и нарани още 5 животни, включително крава.
Понякога диви прасета стъпкват градините и опустошават насажденията от царевица и картофи. Картофите биват отмъквани и от сляпото куче, което се среща често в селото. Най-чести са нападенията на поровете и невестулките. Поровете, които понякога са доста едри и агресивни, се настаняват в труднодостъпни ниши под покривите и в таванските помещения на изоставени, а понякога и на обитаеми къщи. Напада домашните птици и яде яйцата им. Местното население нарича пора – „кукарджа“, а невестулката – „радино булче“. Домашните котки, които се радват на изобилието на мишки, нападат невестулките, макар последните да са по-пъргави, но се боят от „кукарджата“, която е значително по-едра.

## Селско стопанство
Земеделието и отчасти животновъдството са основен поминък на местното население. Наличието на изобилна вода и изключително плодородна почва позволяват и благоприятстват насаждането и отглеждането на всички основни за България културни растения. За разлика от много други населени места, обработваемата площ на селото е ок. 80% от землището му.

## Селски туризъм
В последните години, предимно в летния сезон, се организират сафарита за чуждестранни туристи, които включват обиколка на селото с джипове.